# Trongisvágsfjørður

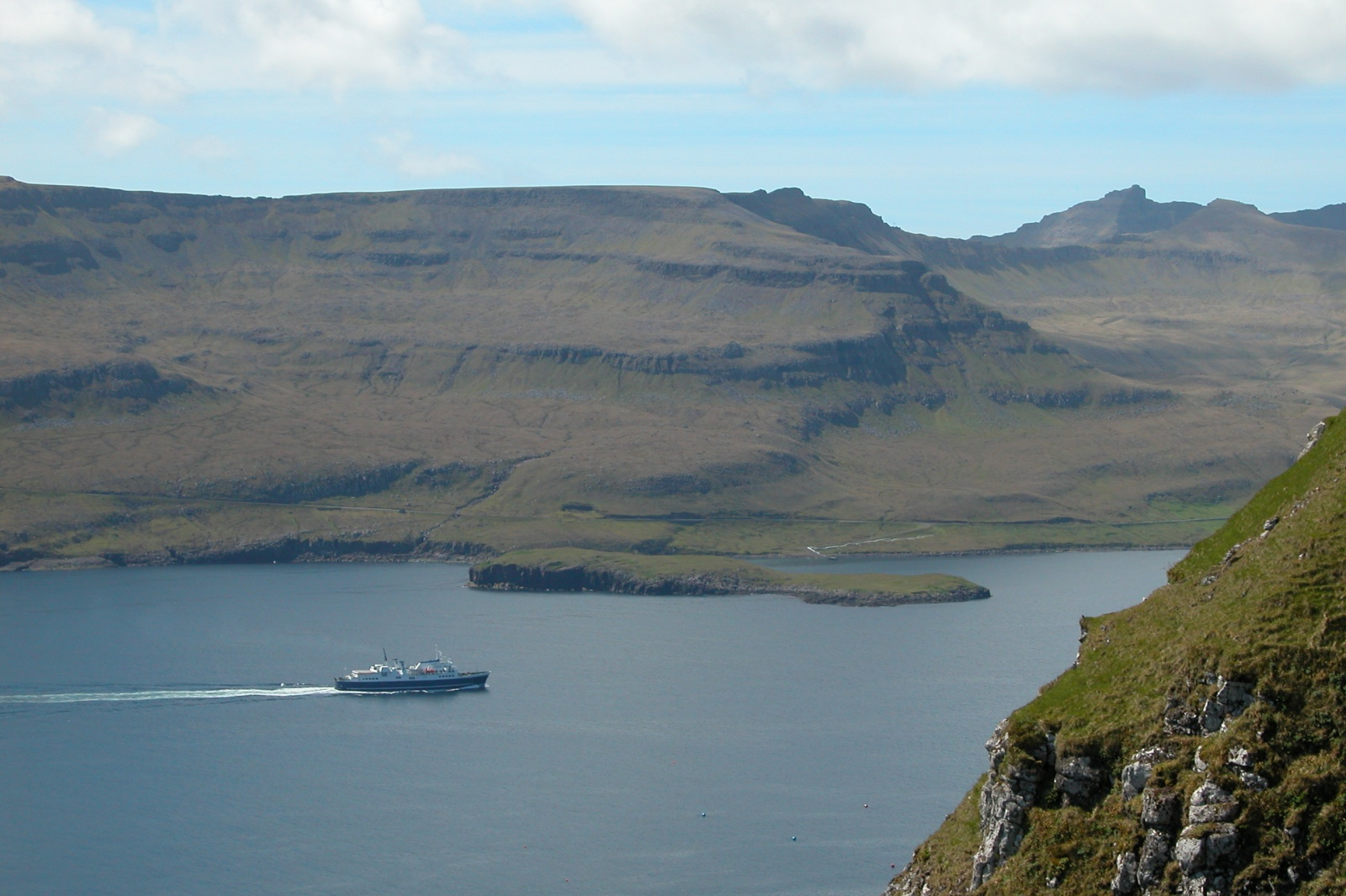
Trongisvágsfjørður

Trongisvágsfjørður é um fiorde situado na ilha de Suðuroy, no arquipélago das Ilhas Faroés.

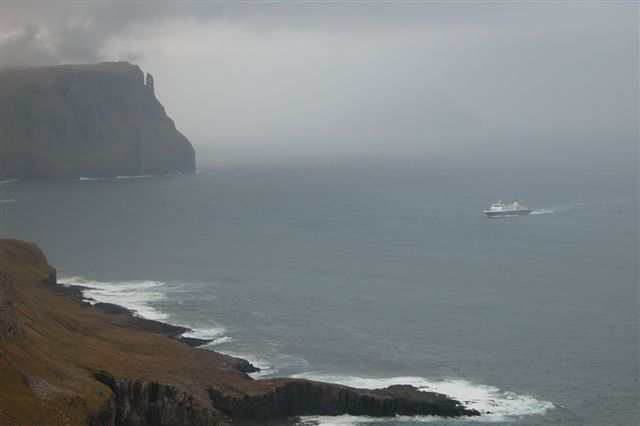
Trongisvágsfjørður: costa

O fiorde possui uma extensão de cerca de 7 km, estendendo-se para terra desde a costa sudeste da ilha até ao noroeste. Neste ponto, encontra-se a povoação de Froðba. Nas suas margens encontram-se também as povoações de Tvøroyri, Trongisvágur e Øravík. O conjunto da população destas povoações constitui cerca de 2/5 da população total da ilha.
Em 1933, o piloto norte-americano Charles Lindbergh e sua esposa Anne Morrow aterraram junto ao fiorde, tendo passado alguns dias em Tvøroyri.